# 釘煮
釘煮（くぎに）は日本の瀬戸内海沿岸（播磨、摂津、淡路）で古くから作られている郷土料理。イカナゴやその稚魚コウナゴ（小女子）、シンコ（新子）を醤油、砂糖、ショウガなどで甘辛く煮た佃煮の一種である。
できあがりの姿が「曲がって錆びた釘」のように見えることから「釘煮」と呼ばれている。
神戸が発祥の地とも言われており、元々は漁業関係者の家庭で作られていた料理だったが、1980年代以降、日本全国に広く知られるようになった。地域外への普及は、元々肉体労働を伴う漁師向けの濃い味付けだった釘煮を明石市の漁業協同組合の女性が一般家庭向きにレシピを改良し、料理講習会を開催するなど普及に努めたという経緯がある。
瀬戸内海のイカナゴ漁が解禁されるのは毎年2月下旬からであり、春の風物詩ともなっている。解禁に伴って兵庫県内のスーパーやデパートではイカナゴ、シンコの販売コーナーも設けられ、各家庭でイカナゴの釘煮、シンコの釘煮を作るのもまた春の風物詩となっている。
魚谷常吉は著作『滋味風土記』（1935年、秋豊園出版部）で、釘煎（くぎいり）（釘煮の意）を「イカナゴ料理の中で最も美味のもの」とし、酒の肴にも飯にも合い、保存が効くと述べている。
2009年には、株式会社伍魚福が主体となって「いかなごのくぎ煮振興協会」が設立された。ウェブサイト「くぎ煮.jp」の運営、「いかなごのくぎ煮コンテスト」、「いかなごのくぎ煮文学賞」といった事業を展開している。なお、「くぎ煮」は伍魚福の登録商標となっている。
いかなごのくぎ煮文学賞は特別審査委員長に三田完が就任している。

## 発祥
イカナゴ漁は駒ヶ林（現在の神戸市長田区）では1000年以上前から行われているが、釘煮がいつごろから作られていたのかははっきりしない。少なくとも『滋味風土記』が発行された1935年には既に存在していたことが確認できる。
魚谷は『滋味風土記』にて「釘煎を注文するには兵庫の駒ヶ林の漁業組合か、明石の垂水魚市場（現在の神戸市垂水区）へ頼むのが良い」としており、この両者が発祥の地として考えられている。
2013年10月2日には駒林神社（神戸市長田区）の大鳥居前に「いかなごのくぎ煮発祥の地」石碑が建立された。